# Columban von Luxeuil

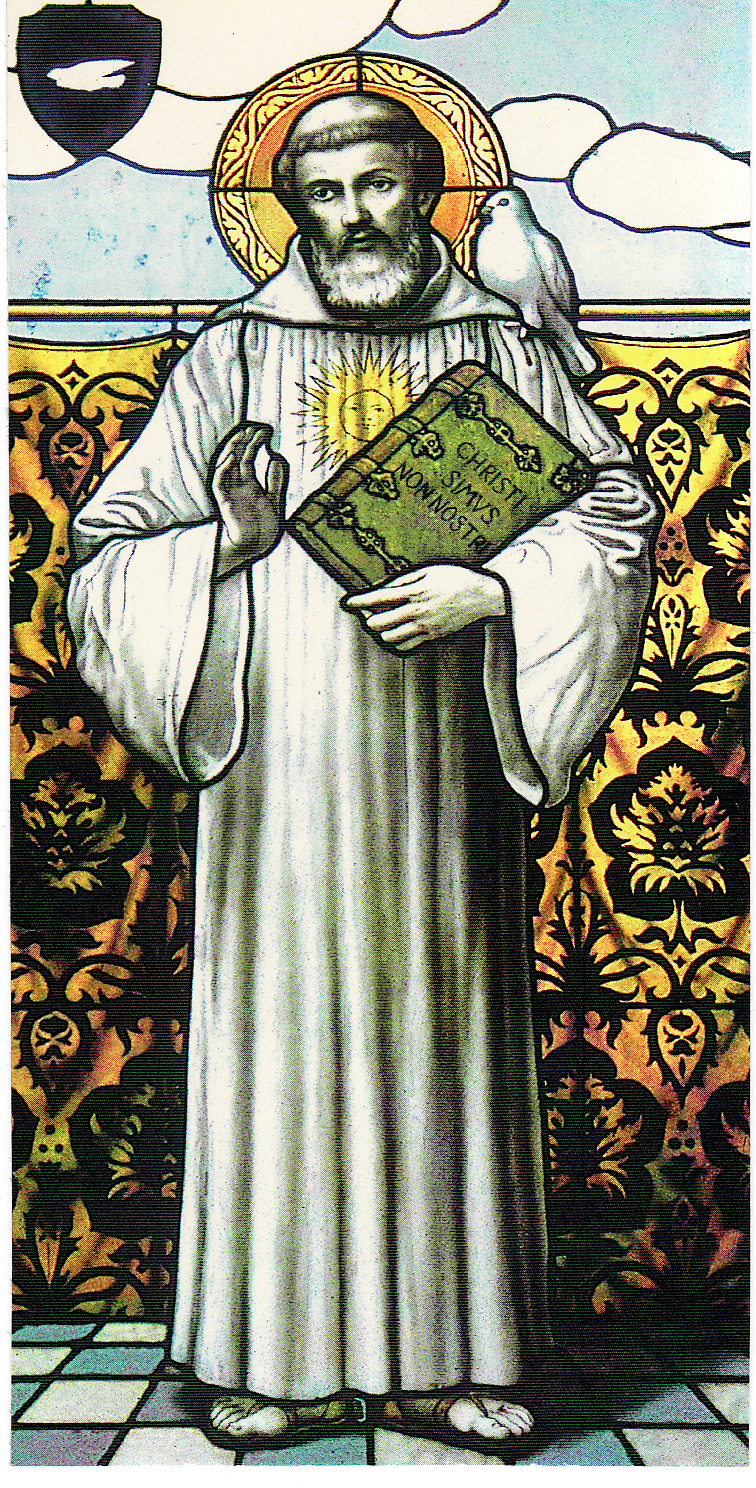
Hl. Columban. Fenster der Krypta der Abtei Bobbio

Columban von Luxeuil, auch Kolumban geschrieben (* ca. 540 in West Leinster, Irland; † 23. November 615 in Bobbio, Provinz Piacenza, Italien), war ein irischer Wandermönch und Missionar. Er wird von Katholiken und orthodoxen Christen als Heiliger verehrt. In der Evangelischen Kirche in Deutschland gilt er als denkwürdiger Glaubenszeuge.
Zur Unterscheidung zum heiligen Columban von Iona, der Schottland missionierte, wird er als Columban von Luxeuil, Columban von Bobbio (italienisch Colombano) oder Columban der Jüngere bezeichnet.
Sein liturgischer Gedenktag ist der 23. November.

## Leben

### Erziehung
Nachdem er sich von der Welt losgesagt hatte, begann er eine klösterliche Erziehung bei Abt Sinell in Cluaninis bei Lough Erne. Später zog es ihn in die Abtei Bangor, die damals vom heiligen Comgall geleitet wurde.

### Reisen des Hl. Columban
Um das Jahr 591 brach Columban mit einer Reihe von Brüdern, traditionell ist in Anlehnung an die Jüngerzahl Jesu von zwölfen die Rede, vom Kloster Bangor zur Küste auf. Unter seinen Gefährten werden der heilige Gallus, Domoal, Comininus, Eunocus und Equonanus genannt. Die Gefährten schifften sich ein und erreichten zunächst die Küste Britanniens (der Text lässt offen, ob es sich um die Küste der Bretagne oder die des heutigen Großbritanniens handelt). Hier, so berichtet Jona, ruhten sie sich aus und berieten ihre Pläne, bevor sie nach Gallien gingen.

#### Im Frankenreich
Childebert II. (Jonas nennt hier Sigebert) lud Columban kurz nach dessen Eintreffen in Gallien nach Austrasien ein. Hier gründete Columban mit seinen Gefährten zunächst das Kloster Annegray. Vor allem fränkische Adlige und Beamte sandten ihre Söhne als Oblaten in das Kloster, um sie dort ausbilden zu lassen. Schon bald gründeten die irischen Mönche die Klöster Luxeuil und Fontaines.

#### Columbansregel
In diesem Zusammenhang entstand die Regula Monachorum Columbans, die sich von der Regula Benedicti deutlich unterschied. Sie war strenger, indem sie auf der Grundlage gemeinsamer Gottesdienste und regelmäßigen Chorgebets individuell zu Studium und Arbeit verpflichtete. Viele Fastentage und Schweigezeiten waren vorgeschrieben. Die Kleidung bestand nur aus dem Untergewand, dem Mantel (cuculla) und Sandalen. Streng hielt Columban auf Keuschheit wegen der kultischen Reinheit und Gehorsam gegenüber Oberen und Älteren, wie Jesus dem Vater gehorsam gewesen war. „Beim ersten Wort, das ein Älterer spricht, müssen alle, die ihn hören, sich erheben.“ Anders als die Benediktiner waren die Columbaner oft Wandermönche, einsam und allein in unvertrauter Umgebung, lebten also noch entbehrungsreicher. Damit waren aber auch manche Freiheiten möglich.
Konflikte
Der Erfolg der irischen Mönche unter Columban weckte den Neid der Bischöfe, denn er entzog sich ihrer Jurisdiktion, da er unter dem Schutz Childeberts II. und später von dessen Nachfolger Theuderich II. stand. Da er weiterhin dem irischen Festkalender folgte, feierte er das Osterfest zu einem anderen Termin als der Rest der römischen Kirche. Dies suchten die fränkischen Bischöfe zu einer Klage auszunutzen. Der kam Columban jedoch zuvor, als er sich um das Jahr 600 in einem Brief an Papst Gregor wandte. Im zweiten noch erhaltenen Brief, der sich vermutlich an die Synode der fränkischen Bischöfe in Chalon des Jahres 603 wandte, bittet er darum, in Frieden in seiner neuen Heimat bleiben zu dürfen. Noch stand Columban unter dem Schutz Theuderichs, doch als er von ihm gebeten wurde, dessen vier illegitime Kinder zu segnen und damit zu legitimieren, weigerte sich Columban und drohte später mit der Exkommunikation, weil, wie er sich ausdrückte, diese Kinder aus dem Bordell hervorgegangen seien. Wegen Columbans Weigerung habe die Großmutter Brunichild den Heiligen ausweisen lassen (Bericht des Jonas von Bobbio). Nun sandte ihn Theuderich unter Bewachung nach Besançon. Nach dem Bericht des Jonas kam es hier zu einigen Vorfällen, die die Bewacher veranlassten, Columban gehen zu lassen. So kehrte er nach Luxeuil zurück. Doch im Jahre 610 wurde er erneut unter Bewachung gestellt und mit einigen seiner irischen Gefährten nach Nantes gebracht. Theuderich wollte wohl, da nun Theudebert II. ins Elsass eingefallen war, dieses unsichere Element loswerden. Nach zeitgenössischen Berichten war Columban schon unterwegs nach Irland, als ein Sturm ihn dazu zwang, auf den Kontinent zurückzukehren.
Schweiz und Bodensee
Der Rhein war durch den Kleinen Laufen bei Laufenburg für Boote nicht passierbar, ebenso bei Ettikon, man konnte hier nur zu Fuß oder Pferd weiter. Der einfachste Weg an den Zürichsee führte damals über die Aare, die man vom Hochrhein aus auf der Höhe ab Waldshut oder Koblenz mit Booten, meist Weidlingen befuhr, dann kam man auf der Limmat in den Zürichsee.
Columban und seine Gefährten kamen zunächst nach Tuggen an den oberen Zürichsee, wo sie mit der Missionierung begannen. Ein Teil der Einwohner nahm den neuen Glauben an, andere blieben aber skeptisch. Zum Beweis, dass ihre alten Götter nichtig seien, nahm Gallus eine Statue und warf sie in den See. Das von den Heiden erwartete Strafgericht ihrer Götter trat nicht ein, und einige mehr ließen sich vom neuen Glauben überzeugen und taufen. Dennoch mussten die Glaubensboten weiterziehen, weil ihnen die verbliebenen Heiden nach dem Leben trachteten.
Es verschlug Columban an den Bodensee, wo er in Bregenz Christen vorfand, die heidnische Bräuche wieder aufgenommen hatten. Mit der Hilfe von Gallus stellte er die kirchliche Zucht wieder her, und die Verehrung der heiligen Aurelia von Straßburg, einer Gefährtin der heiligen Ursula, lebte wieder auf.
Columban gründete dort ein kleines Kloster mit strengen Ordensregeln. Er legte so viel Wert auf Sauberkeit, dass, wenn ein Klosterbruder Bier verschüttete, dieser in der Nacht stillstehen bleiben oder für einige Zeit bei Tisch Wasser trinken musste. Die Mönche fanden heraus, dass dick gebrautes Bier beim Fasten als Sättigungsmittel helfen konnte.
Weil er und seine Gefährten in ihrem missionarischen Eifer unter den Einheimischen Streit auslösten, forderte der Herzog von Überlingen den Missionar auf, um des Friedens willen die Gegend zu verlassen. Gallus aber blieb in der Gegend, vorgeblich weil er aufgrund einer Krankheit nicht weiterziehen konnte. Weil ihm Columban nicht glaubte, verbot er ihm, die Messe zu lesen bis zum Tag seines eigenen Todes. Gallus aber wurde zum Gründer der Stadt St. Gallen und zu ihrem Schutzpatron.

#### In Italien
612 zog Columban nach Mailand und mischte sich in den Streit um den Nestorianismus ein. Ein ihm zugesprochener Brief an Papst Bonifatius IV. ist ein großes Zeugnis der Papstverbundenheit des irischen Missionars. Der langobardische König Agilulf vermachte ihm ein Gebiet namens Bobbio (Provinz Piacenza) am Fluss Trebbia, wo er ein Kloster, die heutige Abtei Bobbio, gründete und die Zeit bis zu seinem Lebensende verbrachte – trotz einer Einladung der Franken, nach Luxeuil zurückzukehren. Er starb am 23. November 615 in Bobbio in Norditalien. Der Legende nach soll Gallus an diesem Tag im Gedenken an seinen Meister erstmals wieder die heilige Messe gelesen haben – die gesicherte Nachricht über dessen Tod erreichte ihn erst Wochen später.

## Werk und Einfluss
Columban hat mit seiner Peregrinatio eine umfassende Missionsbewegung auf dem europäischen Festland angestoßen und gilt als einer der bekanntesten iroschottischen Wandermissionare. Außerdem war er auch auf dem Gebiet der Liturgie tätig. Es werden ihm einige Hymnen, Briefe, Predigten sowie ein theologisches Traktat über die Buße zugeschrieben.
Einen prägenden Einfluss hatte er auf die Christianisierung des bis dahin noch heidnisch, das heißt gallo-römisch geprägten ländlichen Raums auf der Alpennordseite. Bemerkenswert dabei ist, dass sich sein Erfolg wesentlich auf die von seiner irischen Heimat geprägte iroschottische Form des Christentums stützte. Sie war im Gegensatz zum römischen Kirchenmodell deutlich weniger hierarchisch und legte großen Wert auf die persönliche Beziehung.

### Klostergründungen
Columban selbst hatte nur drei Klöster gegründet: Luxeuil (das zusammen mit Annegray und Fontaines unter einer Verwaltung stand), das nach einem Jahr untergegangene Bregenz und Bobbio. Infolge seiner Tätigkeit breitete sich aber erfolgreich die iroschottische Mission auf dem europäischen Festland aus und wurde insbesondere durch seine Schüler Eustasius († 629) und Gallus († 645) sowie deren Schüler Kilian von Würzburg († 689) fortgeführt. Dabei wurden vor allem viele Klöster auf dem Land gegründet. Unter römischer Vorherrschaft war das Christentum nur in den Städten verbreitet gewesen und hatte es in gut fünf Jahrhunderten nicht geschafft, die gallo-römische Landbevölkerung zu erreichen. Dies änderte sich mit Columbans Klostergründungswelle, in deren Folge sich eine – vom fränkischen Adel getragene – Bewegung entwickelte, die im 7. Jahrhundert circa 300 neue Klöster gründete. Mit diesen geistlichen Zentren hielt erstmals das Christentum im ländlichen Raum Einzug. Durch ihr landwirtschaftliches Wissen und ihre wirtschaftlichen Aktivitäten waren die Klöster darüber hinaus prägend für das Entstehen der europäischen Kulturlandschaft.

### Zitat
„Auch Bobbio war im frühen Mittelalter eine Heimstätte geistiger Bildung. Columban hatte dort die letzten Jahre seines Lebens der Anlegung einer wertvollen Handschriftensammlung gewidmet und die Palimpseste, die unter dem Namen ambrosianische und vatikanische Palimpseste bekannt sind, stammen aus diesem einen Kloster.“

### Verbreitung der Regel Columbans
Columban gab dem Mönchtum durch eine von ihm verfasste Ordensregel wesentliche Impulse.
Sein Nachfolger Abt Eustachius von Luxeuil wurde wegen der Liturgie und Ordensregel Columbans angeklagt. Der König ließ daraufhin 627 die Synode von Mâcon einberufen, auf der allerdings die Regel Columbans noch bestätigt wurde. Dennoch ist davon auszugehen, dass nach dem Tode des Abts schon bald Teile der Benediktinerregel im Kloster Luxeuil praktiziert wurden. Durch die Klostergründungen der von Columban initiierten Bewegung breitete sich diese Mischregel stark aus. Um das Jahr 670 beschloss das Konzil von Autun, dass die Klöster künftig nach der Regel Benedikts geführt werden sollten. Dennoch wurden in der Folge vielfach Mischregeln, vor allem mit Teilen Columbans und Benedikts, verwendet. Die Regel Columbans konnte sich dauerhaft zwar nicht gegen die des Benedikt von Nursia durchsetzen, dennoch beachteten einige Klöster, besonders die im Reich der Franken, noch einige Jahrhunderte zumindest Teile seiner Regel. Erst durch die umfangreichen Reformen von Benedikt von Aniane wurde die Benediktinerregel mit Unterstützung Ludwigs des Frommen über das Frankenreich im gesamten Abendland die verbindliche Mönchsregel. Insofern hatte Columban einen prägenden Einfluss auf die Christianisierung und das klösterliche Leben in Europa.

## Verehrung
Der Gedenktag des Heiligen ist der 21. November (orthodox) und 23. November (evangelisch und römisch-katholisch), in Irland und bei den Benediktinern wird er hingegen am 24. November verehrt; in den Bistümern Chur, St. Gallen und Feldkirch am 27. November. Er gilt als Patron der Motorradfahrer und Helfer bei Überschwemmungen. Dargestellt wird er als bärtiger Mönch umgeben von einem Wolfsrudel, eine Versinnbildlichung der widrigen Umstände, unter denen der Heilige oft wirkte.
Die Pfarrkirche Bregenz-St. Kolumban trägt sein Patrozinium, zusätzlich ist die dortige Kolumbanstraße nach ihm benannt. Ferner ist er auf den Wappen von Sagogn (Graubünden) und Tuggen (Schwyz) abgebildet.